# Puchar Europy w Lekkoatletyce 1970 – eliminacje mężczyzn (Wiedeń)
Eliminacje pucharu Europy w lekkoatletyce w 1970 mężczyzn odbyły się 20 i 21 czerwca w Wiedniu. Były to jedne z trzech zawodów eliminacyjnych. Pozostałe odbyły się w Barcelonie i Reykjavíku.
Wystąpiły cztery zespoły, z których dwa najlepsze awansowały do półfinału w Sarajewie.

## Klasyfikacja generalna
| Poz. | Reprezentacja | Punkty |
| ---- | ------------- | ------ |
| 1    | Jugosławia    | 68     |
| 2    | Bułgaria      | 59     |
| 3    | Austria       | 47     |
| 4    | Luksemburg    | 23     |

## Wyniki indywidualne
Kolorami oznaczono zawodników reprezentujących zwycięskie drużyny.

### Bieg na 100 metrów
| Lp. | Państwo    | Zawodnik       | Wynik |
| --- | ---------- | -------------- | ----- |
| 1.  | Jugosławia | Ivica Karasi   | 10,7  |
| 2.  | Austria    | Gert Herunter  | 10,8  |
| 3.  | Bułgaria   | Georgi Jowczew | 10,9  |
| 4.  | Luksemburg | Jean Berna     | 11,2  |

### Bieg na 200 metrów
| Lp. | Państwo    | Zawodnik       | Wynik |
| --- | ---------- | -------------- | ----- |
| 1.  | Jugosławia | Ivica Karasi   | 21,5  |
| 2.  | Bułgaria   | Georgi Ganczew | 21,9  |
| 3.  | Austria    | Axel Nepraunik | 22,0  |
| 4.  | Luksemburg | Roland Bauler  | 22,8  |

### Bieg na 400 metrów
| Lp. | Państwo    | Zawodnik         | Wynik |
| --- | ---------- | ---------------- | ----- |
| 1.  | Jugosławia | Miro Kocuvan     | 47,4  |
| 2.  | Austria    | Alfred Wolf      | 48,6  |
| 3.  | Bułgaria   | Krystjo Christow | 49,7  |
| 4.  | Luksemburg | Roland Bauler    | 51,3  |

### Bieg na 800 metrów
| Lp. | Państwo    | Zawodnik           | Wynik  |
| --- | ---------- | ------------------ | ------ |
| 1.  | Jugosławia | Jože Međimurec     | 1:58,2 |
| 2.  | Austria    | Volker Tulzer      | 1:58,9 |
| 3.  | Luksemburg | Norbert Hansjosten | 1:59,5 |
| –   | Bułgaria   | Atanas Atanasow    | DQ     |

### Bieg na 1500 metrów
| Lp. | Państwo    | Zawodnik            | Wynik  |
| --- | ---------- | ------------------- | ------ |
| 1.  | Bułgaria   | Atanas Atanasow     | 3:48,0 |
| 2.  | Jugosławia | Miodrag Vukomanović | 3:48,9 |
| 3.  | Austria    | Heinrich Händlhuber | 3:50,4 |
| 4.  | Luksemburg | Michel Medinger     | 3:51,0 |

### Bieg na 5000 metrów
| Lp. | Państwo    | Zawodnik        | Wynik   |
| --- | ---------- | --------------- | ------- |
| 1.  | Jugosławia | Dane Korica     | 14:43,4 |
| 2.  | Bułgaria   | Michaił Żelew   | 14:43,6 |
| 3.  | Austria    | Hans Müller     | 14:49,0 |
| 4.  | Luksemburg | Fernand Altmann | 15:31,6 |

### Bieg na 10 000 metrów
| Lp. | Państwo    | Zawodnik       | Wynik   |
| --- | ---------- | -------------- | ------- |
| 1.  | Jugosławia | Dane Korica    | 30:34,4 |
| 2.  | Bułgaria   | Christo Iwanow | 31:29,6 |
| 3.  | Luksemburg | Luzi Britz     | 31:57,0 |
| –   | Austria    | Josef Steiner  | DNF     |

### Bieg na 110 metrów przez płotki
| Lp. | Państwo    | Zawodnik         | Wynik |
| --- | ---------- | ---------------- | ----- |
| 1.  | Jugosławia | Dragan Stoicević | 14,3  |
| 2.  | Bułgaria   | Sławczo Dimitrow | 14,6  |
| 3.  | Austria    | Horst Mandl      | 14,8  |
| 4.  | Luksemburg | Camille Schleck  | 15,7  |

### Bieg na 400 metrów przez płotki
| Lp. | Państwo    | Zawodnik        | Wynik |
| --- | ---------- | --------------- | ----- |
| 1.  | Austria    | Gert Weinhandl  | 52,0  |
| 2.  | Jugosławia | Ivica Matijević | 53,3  |
| 3.  | Bułgaria   | Dimczo Kowaczew | 53,8  |
| 4.  | Luksemburg | Roby Jopa       | 55,5  |

### Bieg na 3000 metrów z przeszkodami
| Lp. | Państwo    | Zawodnik          | Wynik  |
| --- | ---------- | ----------------- | ------ |
| 1.  | Bułgaria   | Georgi Tichow     | 8:51,8 |
| 2.  | Jugosławia | Miroslav Pavlović | 9:31,8 |
| 3.  | Austria    | Franz Graf        | 9:38,4 |
| 4.  | Luksemburg | Aly Thinnes       | 9:57,6 |

### Sztafeta 4 × 100 metrów
| Lp. | Państwo    | Zawodnicy                                                           | Wynik |
| --- | ---------- | ------------------------------------------------------------------- | ----- |
| 1.  | Jugosławia | Jovan Mušković Gabor Lenđel Miro Kocuvan Ivica karasi               | 40,4  |
| 2.  | Bułgaria   | Konstantin Szipokliew Georgi Ganczew Georgi Jowczew Dimczo Arnaudow | 40,7  |
| 3.  | Austria    | Erich Bonesch Axel Nepraunik Gert Nöster Gert Herunter              | 41,0  |
| 4.  | Luksemburg | Sahl Everling Sabese Jean Berna                                     | 45,0  |

### Sztafeta 4 × 400 metrów
| Lp. | Państwo    | Zawodnicy                                                | Wynik    |
| --- | ---------- | -------------------------------------------------------- | -------- |
| 1.  | Holandia   | Josip Alebić Jože Međimurec Stojan Puač Miro Kocuvan     | 3:11,6   |
| 2.  | Bułgaria   | Iwanow Krystjo Christow Aleksandyr Janew Złati Wyłczew   | 3:12,6   |
| 3.  | Austria    | Gert Weinhandl Helmut Haid Josef Sammt Alfred Wolf       | 3:12,9 = |
| 4.  | Luksemburg | Wampach Roland Bauler Norbert Hansjosten Michel Medinger | 3:23,5   |

### Skok wzwyż
| Lp. | Państwo    | Zawodnik            | Wynik |
| --- | ---------- | ------------------- | ----- |
| 1.  | Bułgaria   | Petyr Bogdanow      | 2,11  |
| 2.  | Jugosławia | Miodrag Todosijević | 2,09  |
| 3.  | Austria    | Herbert Janko       | 1,96  |
| 4.  | Luksemburg | Camille Schleck     | 1,75  |

### Skok o tyczce
| Lp. | Państwo    | Zawodnik          | Wynik |
| --- | ---------- | ----------------- | ----- |
| 1.  | Bułgaria   | Dimityr Chlebarow | 4,60  |
| 2.  | Austria    | Peter Fieber      | 4,50  |
| 3.  | Luksemburg | Camille Schleck   | 4,50  |
| 4.  | Jugosławia | Borislav Popović  | 4,30  |

### Skok w dal
| Lp. | Państwo    | Zawodnik       | Wynik |
| --- | ---------- | -------------- | ----- |
| 1.  | Jugosławia | Miljenko Rak   | 7,30  |
| 2.  | Bułgaria   | Georgi Marin   | 7,22  |
| 3.  | Austria    | Horst Mandl    | 6,95  |
| 4.  | Luksemburg | Fernand Kipgen | 6,50  |

### Trójskok
| Lp. | Państwo    | Zawodnik          | Wynik |
| --- | ---------- | ----------------- | ----- |
| 1.  | Bułgaria   | Georgi Stojkowski | 15,60 |
| 2.  | Jugosławia | Milan Spasojević  | 15,21 |
| 3.  | Austria    | Horst Mandl       | 14,36 |
| 4.  | Luksemburg | Norbert Majerus   | 11,87 |

### Pchniecie kulą
| Lp. | Państwo    | Zawodnik             | Wynik |
| --- | ---------- | -------------------- | ----- |
| 1.  | Jugosławia | Ivan Ivančić         | 18,40 |
| 2.  | Austria    | Hannes Schulze-Bauer | 17,81 |
| 3.  | Bułgaria   | Tenczo Gospodinow    | 17,43 |
| 4.  | Luksemburg | Roger Gales          | 14,50 |

### Rzut dyskiem
| Lp. | Państwo    | Zawodnik       | Wynik |
| --- | ---------- | -------------- | ----- |
| 1.  | Bułgaria   | Todor Artarski | 55,68 |
| 2.  | Jugosławia | Marjan Gredelj | 53,95 |
| 3.  | Austria    | Hans Matous    | 52,50 |
| 4.  | Luksemburg | Hans Habig     | 51,83 |

### Rzut młotem
| Lp. | Państwo    | Zawodnik       | Wynik |
| --- | ---------- | -------------- | ----- |
| 1.  | Austria    | Hans Pötsch    | 65,96 |
| 2.  | Bułgaria   | Dimityr Mindow | 64,90 |
| 3.  | Jugosławia | Dražen Goić    | 59,83 |
| 4.  | Luksemburg | Jean-Paul Kops | 48,18 |

### Rzut oszczepem
| Lp. | Państwo    | Zawodnik            | Wynik |
| --- | ---------- | ------------------- | ----- |
| 1.  | Jugosławia | Neđo Đurović        | 75,43 |
| 2.  | Bułgaria   | Miłczo Miłenski     | 73,37 |
| 3.  | Austria    | Helmut Schönbichler | 69,64 |
| 4.  | Luksemburg | Robert Krier        | 64,00 |